# Liste der Biografien/Woj
Liste der Biografien |
Portal Biografien |
Personensuche
# |
A |
B |
C |
D |
E |
F |
G |
H |
I |
J |
K |
L |
M |
N |
O |
P |
Q |
R |
S |
T |
U |
V |
W |
X |
Y |
Z |
?
 
Wa |
Wc |
Wd |
We |
Wh |
Wi |
Wj |
Wl |
Wn |
Wo |
Wr |
Ws |
Wt |
Wu |
Ww |
Wy |
Wz
 
Woa |
Wob |
Woc |
Wod |
Woe |
Wof |
Wog |
Woh |
Woi |
Woj |
Wok |
Wol |
Wom |
Won |
Woo |
Wop |
Wor |
Wos |
Wot |
Wou |
Wov |
Wow |
Wox |
Woy |
Woz
Die Liste der Biografien führt alle Personen auf, die in der deutschsprachigen Wikipedia einen Artikel haben. Dieses ist eine Teilliste mit 137 Einträgen von Personen, deren Namen mit den Buchstaben „Woj“ beginnt.

## Woj

### Woja
- Wojaczek, Günter (1932–1997), deutscher Altphilologe und Gymnasiallehrer
- Wojaczek, Rafał (1945–1971), polnischer Lyriker
- Wojahn, Jörg (* 1971), deutscher EU-Beamter
- Wojahn, Klaus (1935–2021), deutscher Politiker (CDU), MdL
- Wojahn, Tonka (* 1975), deutsche Politikerin (Bündnis 90/Die Grünen)
- Wojak, Andreas (* 1952), deutscher Journalist und Autor
- Wojak, Irmtrud (* 1963), deutsche Historikerin
- Wojan, Olga (1896–1922), Schauspielerin und Schriftstellerin

### Wojc
- Wojcicki, Anne (* 1973), US-amerikanische Unternehmerin
- Wójcicki, Jacek (* 1960), polnischer Schauspieler und Sänger
- Wójcicki, Marek (* 1960), polnisch-deutscher Wirtschaftswissenschaftler, Informatiker, Unternehmer und Pfadfinderleiter von ZHP
- Wojcicki, Patrick (* 1991), deutscher Boxer
- Wójcicki, Roman (* 1958), polnischer Fußballspieler
- Wojcicki, Stanley (1937–2023), US-amerikanischer Physiker
- Wojcicki, Susan (1968–2024), US-amerikanisch-polnische ManagerinSusan Wojcicki (1968–2024)

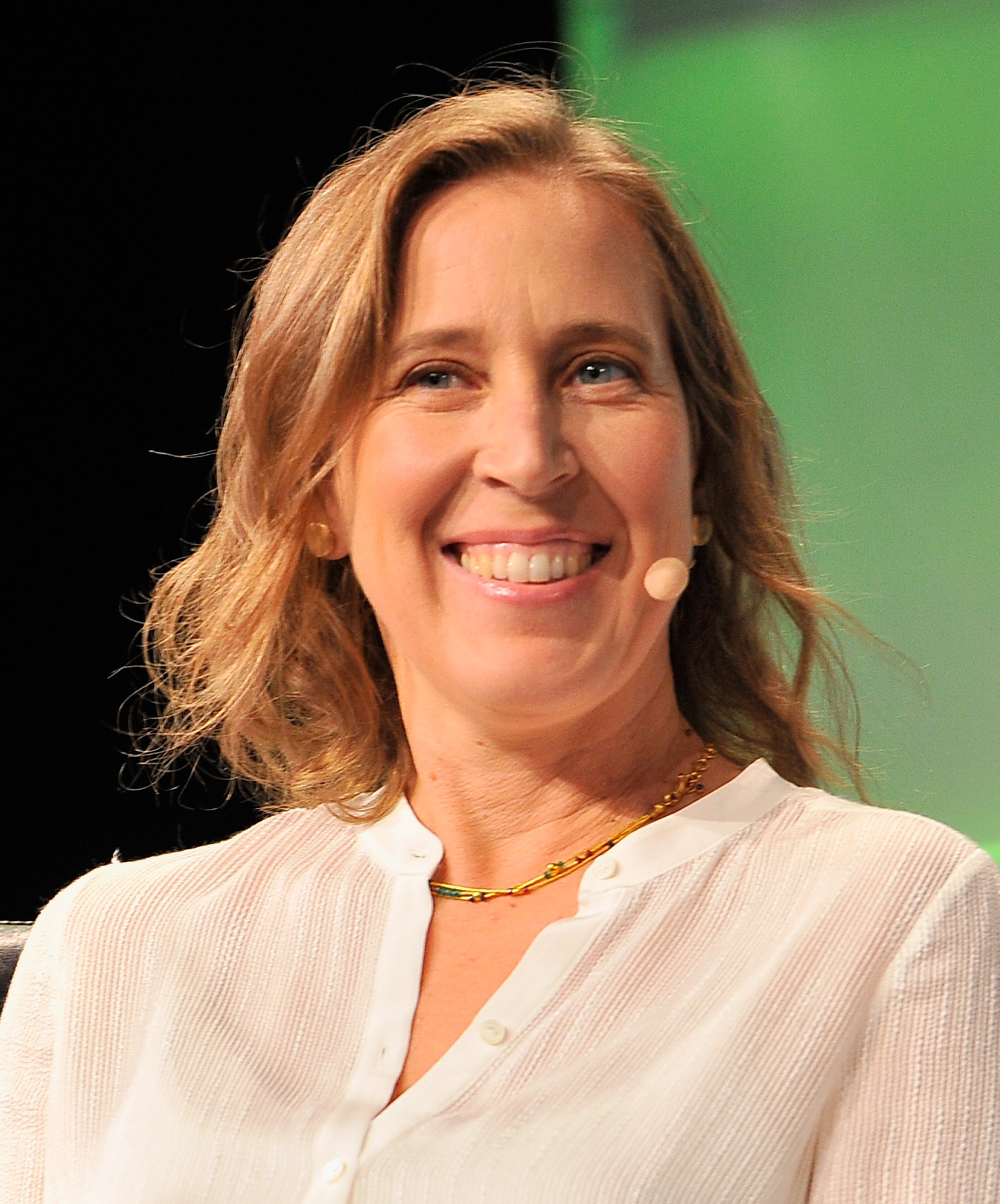
Susan Wojcicki (1968–2024)

- Wojciech, Valentin (1868–1940), römisch-katholischer Geistlicher und Weihbischof in Breslau
- Wojciechowicz, Alex (1915–1992), US-amerikanischer American-Football-Spieler
- Wojciechowska, Martyna (* 1974), polnische Moderatorin
- Wojciechowski, Antoni (1905–1938), polnischer Schachspieler
- Wojciechowski, Bernard (* 1958), polnischer Politiker
- Wojciechowski, Grzegorz (* 1960), polnischer Politiker
- Wojciechowski, Jakub (1884–1958), polnischer Arbeiter, Autodidakt und Verfasser von Memoiren
- Wojciechowski, Janusz (* 1954), polnischer Jurist und Politiker (PiS), MdEP
- Wojciechowski, Jarogniew (1922–1942), polnischer Jugendlicher, der als Opfer der deutschen Besatzung Polens im Zweiten Weltkrieg von der römisch-katholischen Kirche seliggesprochen wurde
- Wojciechowski, Johannes (1912–2005), deutscher Komponist, Arrangeur und Editor
- Wojciechowski, John (* 1973), US-amerikanischer Jazzmusiker
- Wojciechowski, Krzysztof (* 1956), polnischer Autor
- Wojciechowski, Maciej (* 1974), polnischer Sommerbiathlet
- Wojciechowski, Marian (1927–2006), polnischer Historiker
- Wojciechowski, Paweł (* 1960), polnischer Politiker, Finanzminister Polens
- Wojciechowski, Paweł (* 1989), polnischer Stabhochspringer
- Wojciechowski, Sławomir (* 1962), polnischer Militär
- Wojciechowski, Sławomir (* 1973), polnischer Fußballspieler
- Wojciechowski, Stanisław (1869–1953), polnischer PräsidentStanisław Wojciechowski (1869–1953)

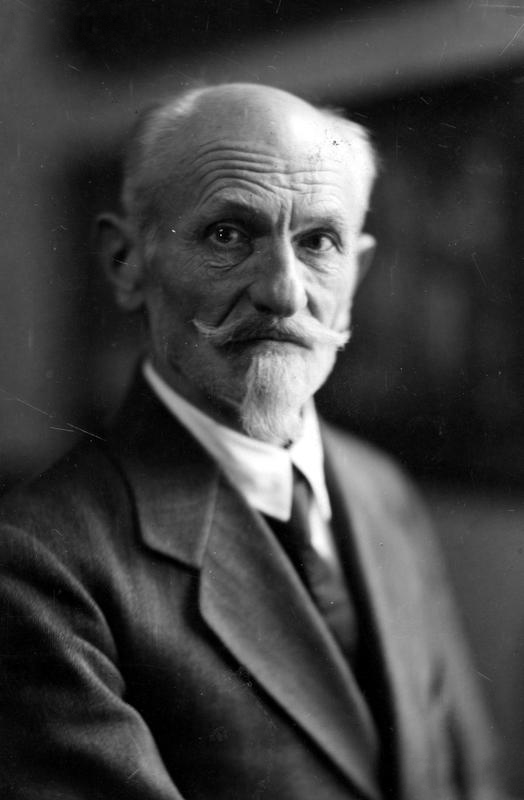
Stanisław Wojciechowski (1869–1953)

- Wojciechowski, Tadeusz (* 1952), polnischer Dirigent und Cellist
- Wojciechowski, Zygmunt (1900–1955), polnischer Historiker
- Wójcik, Adam (1970–2017), polnischer Basketballspieler
- Wójcik, Andżelika (* 1996), polnische Eisschnellläuferin
- Wojcik, Chris (* 1989), US-amerikanischer Filmregisseur, Filmproduzent, Drehbuchautor und Filmschauspieler
- Wójcik, Dariusz (* 1961), polnischer Politiker, Mitglied des Sejm
- Wójcik, Elżbieta (* 1996), polnische Boxerin
- Wójcik, Janusz (1953–2017), polnischer Fußballspieler und -trainer
- Wójcik, Jerzy (1930–2019), polnischer Kameramann, Regisseur und Drehbuchautor
- Wójcik, Marek (* 1980), polnischer Politiker (Platforma Obywatelska), Mitglied des Sejm
- Wojcik, Nadine (* 1979), deutsche Journalistin und Schriftstellerin
- Wójcik, Ryszard (* 1956), polnischer Fußballschiedsrichter
- Wójcik, Tomasz (* 1963), polnischer Grafiker, Bühnenbildner, Theaterdirektor und Doktor der Naturwissenschaften
- Wójcik, Wacław (1919–1997), polnischer Radrennfahrer
- Wójcik, Walenty (1914–1990), polnischer römisch-katholischer Geistlicher und Weihbischof in Sandomierz
- Wojcikiewicz, Stephan (* 1980), kanadischer Badmintonspieler
- Wójciński, Ksawery (* 1983), polnischer Jazzmusiker (Kontrabass)
- Wojczak, Mieczysław (* 1951), polnischer Handballspieler und -trainer

### Wojd
- Wojda, Agata (* 1981), polnische Politikerin (PO), Stadtpräsidentin von Kielce
- Wojda, Tadeusz (* 1957), polnischer Ordensgeistlicher und römisch-katholischer Erzbischof von Danzig
- Wojda, Wojciech (* 1966), polnischer Sänger und Songwriter
- Wojdak, Wojciech Jacek (* 1996), polnischer Freistilschwimmer
- Wojdan, Krzysztof (* 1968), polnischer Judoka
- Wojdat, Artur (* 1968), polnischer Schwimmer
- Wojdowski, Andreas (1565–1622), unitarischer Theologe
- Wojdowski, Bogdan (1930–1994), polnischer Schriftsteller
- Wojdyło, Marek (* 1958), polnischer Lyriker

### Woje
- Wojeikow, Alexander Iwanowitsch (1842–1916), russischer Reisender und Meteorologe
- Wojewoda, Alexei Iwanowitsch (* 1980), russischer Bobpilot und Armwrestler
- Wojewodin, Alexei Nikolajewitsch (* 1970), russischer Geher
- Wojewodina, Julija Sergejewna (1971–2022), russische Geherin
- Wojewodski, Wladimir (1966–2017), amerikanisch-russischer MathematikerWladimir Wojewodski (1966–2017)

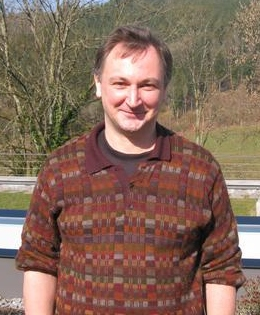
Wladimir Wojewodski (1966–2017)

- Wojewodski, Wladislaw Wladislawowitsch (1917–1967), russischer Physikochemiker
- Wojewódzki, Kuba (* 1963), polnischer Journalist und Komiker
- Wojewski, Alfons (1912–1992), polnischer Urologe und Hochschullehrer in Stettin
- Wojewsky, Dirk (* 1972), deutscher Fußballspieler

### Wojn
- Wojnakowski, Ryszard (* 1956), polnischer Übersetzer deutscher Literatur
- Wojnar, Jerzy (1930–2005), polnischer Rodelsportler
- Wojnar, Nicola (* 2005), österreichischer Fußballspieler
- Wojnar, Petr (* 1989), tschechischer Fußballspieler
- Wojnarowicz, David (1954–1992), US-amerikanischer Künstler, Fotograf und Autor
- Wojnarowska, Cezaryna (1861–1911), polnische Sozialistin
- Wojnarowski, Henryk (* 1932), polnischer Dirigent, Chorleiter und Musikpädagoge
- Wojnarowski, Norbert (* 1976), polnischer Politiker (Platforma Obywatelska), Mitglied des Sejm
- Wojnarowskyj, Andrij (1689–1740), Führer der Saporoger Kosaken
- Wojnilower, Albert (* 1930), austroamerikanischer Ökonom
- Wojnow, Jurij (1931–2003), sowjetischer Fußballspieler und -trainer
- Wojnowicz, Tytus (* 1965), polnischer Oboist
- Wojnowski, Jan (1946–1990), polnischer Gewichtheber

### Wojs
- Wojsznis, Justyn (1909–1965), polnischer Bergsteiger

### Wojt
- Wójt, Łukasz (* 1982), deutsch-polnischer Freistil- und Lagenschwimmer
- Wojta, Andreas (* 1971), österreichischer Koch
- Wojta, Rudolph J. (* 1944), österreichischer Journalist
- Wojtak, John (* 1949), US-amerikanischer Basketballtrainer und -spieler
- Wojtala, Paweł (* 1972), polnischer Fußballspieler
- Wojtanowicz, Michael (* 1985), polnisch-österreichischer Fußballspieler
- Wojtarowicz, Józef Grzegorz (1791–1875), polnischer Geistlicher, Bischof von Tarnów
- Wojtas, Alina (* 1987), polnische Handballspielerin
- Wojtas, Arkadiusz (* 1977), polnischer Straßenradrennfahrer
- Wojtas, Edward (1955–2010), polnischer Politiker, Mitglied des Sejm
- Wojtas, Jan (* 1966), polnischer Biathlet
- Wojtas, Karolina (* 1996), polnische Multimediakünstlerin
- Wojtas, Tadeusz (* 1955), polnischer Radrennfahrer
- Wojtas, Wiktor (* 1986), polnischer E-Sportler
- Wojtasik, Aleksander (* 2007), polnischer Sprinter
- Wojtasik, Damian (* 1990), polnischer Beachvolleyballspieler
- Wojtasik, Kinga (* 1990), polnische Beachvolleyballspielerin
- Wojtasik, Piotr (* 1964), polnischer Jazzmusiker (Trompete, Flügelhorn, Komposition)
- Wojtaszek, Radosław (* 1987), polnischer Schachspieler
- Wojtczak, Maria (* 1958), polnische Germanistin und Hochschullehrerin
- Wojtek, Leopoldine (1903–1978), österreichische Malerin, Grafikerin und Keramikerin
- Wojtinek, Bruno (* 1963), französischer Radrennfahrer
- Wojtjuk, Wassyl (* 2003), ukrainischer Mittelstreckenläufer
- Wojtkiewicz, Aleksander (1963–2006), polnischer Schachspieler
- Wojtkiewicz, Witold (1879–1909), polnischer Maler, Zeichner und Grafiker
- Wojtkoski, Charles (1921–1985), US-amerikanischer Comicautor und -zeichner
- Wojtkowiak, Grzegorz (* 1984), polnischer Fußballspieler
- Wojtkowiak, Hans (* 1944), deutscher Informatiker und Hochschullehrer
- Wojtkowiak, Herbert (1922–1990), deutscher Fußballspieler
- Wojtkowiak, Marisa (* 1986), deutsch-US-amerikanische Schauspielerin
- Wojtkowiak, Stefan (1923–2012), polnischer Historiker, Politologe, Professor und Hochschullehrer, Oberst in der Polnischen Armee
- Wojtkowska, Agnieszka (* 1987), polnische Badmintonspielerin
- Wojtkowska, Aneta (* 1991), polnische Badmintonspielerin
- Wojtkowski, Julian (* 1927), römisch-katholischer Bischof
- Wojtkowski, Marek (* 1968), polnischer Politiker (Platforma Obywatelska), Mitglied des Sejm, Stadtpräsident von Włocławek
- Wojtkowski, Paul (1892–1960), deutscher kommunistischer Politiker
- Wójtowicz, Andrzej (* 1940), polnischer lutherischer Theologe und Direktor des Polnischen Ökumenischen Rates
- Wojtowicz, Rudolf (* 1956), polnischer Fußballspieler und -trainer
- Wójtowicz, Tomasz (1953–2022), polnischer Volleyballspieler
- Wójtowicz, Tomasz (* 2003), polnischer Fußballspieler
- Wojtowski, Stanislaus (1850–1913), deutscher Architekt
- Wojtschanka, Sjarhej (1955–2004), belarussischer Künstler und Designer
- Wojtunik, Klaudia (* 1999), polnische Leichtathletin
- Wojtuś, Bogdan (1937–2020), polnischer Geistlicher und Weihbischof von Gniezno
- Wojtyczek, Krzysztof (* 1968), polnischer Jurist und Richter am Europäischen Gerichtshof für Menschenrechte
- Wojtyła, Edmund (1906–1932), polnischer Arzt
- Wojtyła, Karol (1879–1941), polnischer Offizier, Unteroffizier der österreichisch-ungarischen Armee und Leutnant der Polnischen StreitkräfteKarol Wojtyła senior (1879–1941)

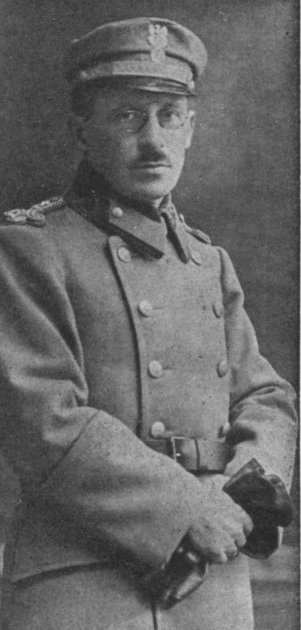
Karol Wojtyła senior (1879–1941)

- Wojtyllo, Monika Anna (* 1977), deutsch-polnische Regisseurin, Schauspielerin und Autorin
- Wojtyllo, Ryszard (1936–2022), polnischer Schauspieler und Hörspielsprecher
- Wojtyna-Drouet, Krystyna (* 1926), polnische Textildesignerin, Designerin, Malerin und Zeichnerin
- Wojtynek, Henryk (* 1950), polnischer Eishockeytorwart
- Wojtyra, Małgorzata (* 1989), polnische Bahnradsportlerin

### Woju
- Wojucki, Emilian (1850–1920), rumänischer orthodoxer Priester, Professor in Czernowitz